# She Past Away
She Past Away es una banda de post-punk formada en Turquía en 2006. Creada en Bursa por Volkan Caner (vocalista y guitarrista) y İdris Akbulut (bajista). 
La banda es conocida por su estilo dark wave con orígenes post-punk y la estética gótica de sus miembros. Entre sus influencias se encuentran bandas como Sisters of Mercy, Clan of Xymox, Siouxsie and the Banshees, The Cure y Asylum Party.
En 2015, el bajista İdris Akbulut dejó la banda y Doruk Öztürkcan, el productor de la misma, se unió como teclista.
En diciembre de 2018, en una entrevista con una revista de música independiente, Doruk Öztürkcan anunció el lanzamiento de un nuevo álbum en 2019 y el consiguiente tour por EE. UU..
El 31 de mayo de 2019, lanzaron en formato digital su tercer álbum "Disko Anksiyete", basado principalmente en sonidos disco, pero no se aparta del estilo musical típico del dúo.

## Miembros
Miembros actuales
- Volkan Caner – voz, guitarras (2006–presente)
- Doruk Öztürkcan – teclado electrónico, caja de ritmos (2015–presente), producción (2009–presente)

Miembros antiguos
- İdris Akbulut – bajo eléctrico (2006–2015)

## Discografía

### Álbumes de estudio
- Belirdi Gece (2012) Remoov / Fabrika Records
- Narin Yalnızlık (2015) Remoov / Fabrika Records
- Disko Anksiyete (2019) Remoov / Metropolis Records / Fabrika Records

### EP
- Kasvetli Kutlama (2010) Remoov[13]